# LII. Armeekorps
LII. Armeekorps var en tysk armékår under andra världskriget. Kåren sattes upp den 25 oktober 1940.

## Bakgrund
Kårstaben bildades under täcknamnet Kommando-Stab Hannover och bytte den 28 februari 1941 namn till Kommando-Stab Scharnhorst som kåren bar till den 9 april 1941. Vid den tyska invasionen av Sovjetunionen, operation Barbarossa, sommaren 1941 hade kårstaben namnet Festungsstab Galizien. Någon gång därefter fick kåren namnet LII. Armeekorps.
Kåren framryckte på den södra delen av östfronten och deltog bland annat i inringningsoperationen vid Uman. 
Sommaren 1942 deltog LII. Armeekorps i den tyska sommaroffensiven, Fall Blau, och framryckte mot Kaukasus. I samband med den sovjetiska vinteroffensiven 1942–1943 bildades i februari Kaukasusområdet det så kallade Kubanbrohuvudet. Där hade kåren försvarsställningar. 
I mars/april 1943 förflyttades kårstaben till området kring Charkov i Ukraina. Där deltog de i försvarsstriderna som följde efter den tyska sommaroffensiven, slaget om Kursk, och retirerade västerut genom Ukraina. De höll ställningar vid floden Dnepr, men tvingades under våren 1944 västerut. 
I augusti 1944 krossades LII. Armeekorps efter att ha inringats under den sovjetiska Jassy–Kisjinjov-operationen. Kåren upplöstes formellt den 27 september 1944.

## Jassy–Kishinev-offensiven (augusti 1944)

### Organisation
Armékårens organisation den 15 juli 1944:
- 4. Gebirgs-Division
- 294. Infanterie-Division
- 320. Infanterie-Division

## Operation Barbarossa

### Organisation
Armékårens organisation den 18 juni 1941:
- 100. leichte Division
- 101. leichte Division
- 444. Sicherungs-Division

## Befälhavare
Kårens befälhavare:
- Generalleutnant Albert Zehler  20 november 1941–10 december 1941
- General der Infanterie Hans-Karl von Scheele  1 oktober 1943–20 november 1943

Stabschef:
- Oberstleutnant Hans Clausius  1 november 1940–1 juni 1941
- Oberst Hans Doerr    1 juni 1941–1 september 1942
- Oberstleutnant Werner Pistorius  1 september 1942–1 april 1944
- Oberst Hans Ehlert  1 april 1944–1 juli 1944